# Denzel Valentine
Denzel Robert Valentine (Lansing, Míchigan, 16 de noviembre de 1993) es un baloncestista estadounidense que pertenece a la plantilla del Pallacanestro Trieste de la Lega Basket Serie A. Con 1,93 metros de estatura, juega en la posición de escolta.

## Trayectoria deportiva

### Universidad
Jugó cuatro temporadas con los Spartans de la Universidad Estatal de Míchigan, en las que promedió 11,4 puntos, 5,9 rebotes y 4,4 asistencias por partido. En su temporada sénior ganó buena parte de los galardones reservados a los mejores universitarios del año, empezando por el Jugador del Año de la Big Ten, logrando además el Associated Press College Basketball Player of the Year, el Premio Lute Olson, y el Premio Julius Erving.
Además, en 2016 fue incluido en el mejor quinteto consensuado All-American.

#### Estadísticas
| Año     | Equipo         | PJ  | PT  | MPP  | %TC  | %3P  | %TL  | RPP | APP | ROB | TPP | PPP  |
| ------- | -------------- | --- | --- | ---- | ---- | ---- | ---- | --- | --- | --- | --- | ---- |
| 2012–13 | Michigan State | 36  | 15  | 20.8 | .445 | .281 | .667 | 4.1 | 2.4 | .8  | .3  | 5.0  |
| 2013–14 | Michigan State | 38  | 33  | 29.4 | .408 | .377 | .677 | 6.0 | 3.8 | 1.0 | .3  | 8.0  |
| 2014–15 | Michigan State | 39  | 39  | 33.2 | .443 | .416 | .826 | 6.3 | 4.3 | .9  | .2  | 14.5 |
| 2015–16 | Michigan State | 31  | 30  | 33.0 | .462 | .444 | .853 | 7.5 | 7.8 | 1.0 | .2  | 19.2 |
| Total   | Total          | 144 | 117 | 29.0 | .442 | .408 | .779 | 5.9 | 4.4 | .9  | .3  | 11.4 |

### Profesional

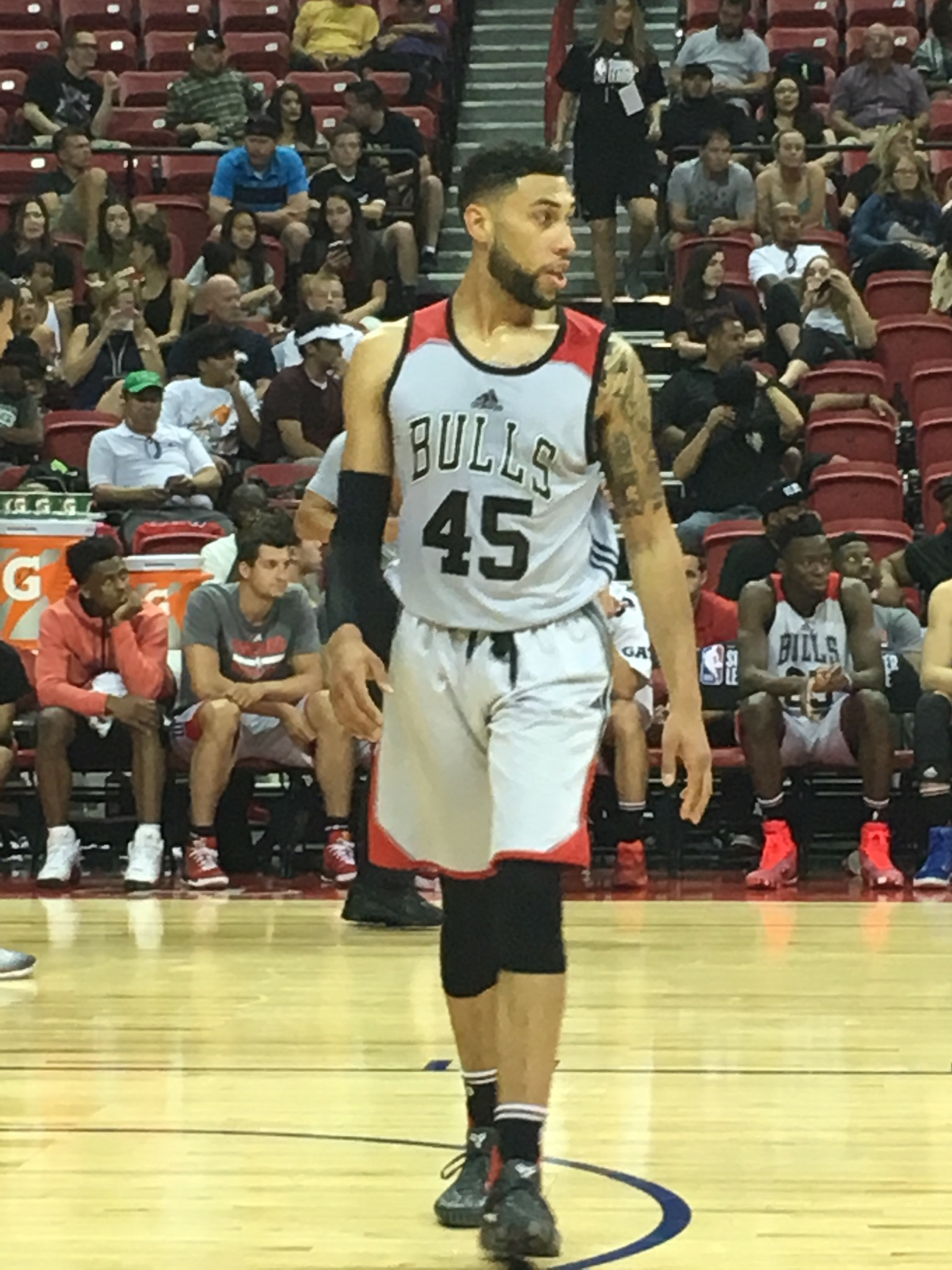
Valentine en la NBA Summer League de 2017.

Fue elegido en la decimocuarta posición del Draft de la NBA de 2016 por Chicago Bulls. Debutó el 29 de octubre en un partido ante Indiana Pacers.
Tras cuatro temporadas en Chicago, el 10 de septiembre de 2021, firma un contrato de dos años con Cleveland Cavaliers. Pero el 31 de diciembre de 2021 es traspasado a Los Angeles Lakers, a cambio de Rajon Rondo, y enviado a New York Knicks, donde fue cortado.
El 10 de enero de 2022, firma un contrato de 10 días con Utah Jazz. Tras dos encuentros con los Jazz finaliza su contrato y firma, el 21 de enero, con los Maine Celtics.
En julio de 2023 firma por una temporada con los Sydney Kings de la NBL australiana.
El 19 de marzo de 2024, se anuncia su fichaje por el Pallacanestro Olimpia Milano de la Lega Basket Serie A hasta final de la propia temporada.
El 10 de agosto de 2024 fichó por el Pallacanestro Trieste de la Lega Basket Serie A italiana.

## Estadísticas de su carrera en la NBA

### Temporada regular
| Año     | Equipo    | PJ  | PT | MPP  | %TC  | %3P  | %TL  | RPP | APP | ROB | TPP | PPP  |
| ------- | --------- | --- | -- | ---- | ---- | ---- | ---- | --- | --- | --- | --- | ---- |
| 2016-17 | Chicago   | 57  | 0  | 17.1 | .412 | .396 | .904 | 2.6 | 1.1 | .5  | .1  | 5.1  |
| 2017-18 | Chicago   | 77  | 37 | 27.2 | .417 | .386 | .745 | 5.1 | 3.2 | .8  | .1  | 10.2 |
| 2019-20 | Chicago   | 36  | 5  | 13.6 | .409 | .336 | .750 | 2.1 | 1.2 | .7  | .2  | 6.8  |
| 2020-21 | Chicago   | 62  | 3  | 16.7 | .373 | .331 | .941 | 3.2 | 1.7 | .5  | .1  | 6.5  |
| 2021-22 | Cleveland | 22  | 0  | 9.3  | .371 | .409 | -    | 1.7 | .5  | .3  | .0  | 2.9  |
| 2021-22 | Utah      | 2   | 0  | 9.0  | .500 | .333 | -    | 2.0 | .0  | .5  | .0  | 2.5  |
| Total   | Total     | 256 | 45 | 18.8 | .394 | .360 | .787 | 3.3 | 1.8 | .6  | .1  | 7.0  |

### Playoffs
| Año   | Equipo  | PJ | PT | MPP | %TC  | %3P  | %TL  | RPP | APP | ROB | TPP | PPP |
| ----- | ------- | -- | -- | --- | ---- | ---- | ---- | --- | --- | --- | --- | --- |
| 2017  | Chicago | 6  | 0  | 5.8 | .333 | .250 | .000 | 2.0 | .5  | .0  | .3  | 1.3 |
| Total | Total   | 6  | 0  | 5.8 | .333 | .250 | .000 | 2.0 | .5  | .0  | .3  | 1.3 |